# 布隆妥珠单抗
布隆妥珠单抗（INN：brontictuzumab；开发代号：OMP-52M51）是一种人源化单克隆抗体，设计用于治疗癌症。该药物靶向Notch1并抑制通路激活。
该药物由OncoMed开发。